# إذاعة خنشلة
إذاعة خنشلة هي إذاعة محلية بولاية خنشلة الجزائرية تبث برامجها باللغة العربية على موجة أف أم 93.10. انطلق بثها بتاريخ 25 ديسمبر 2008

## وصلات خارجية
- قائمة الإذاعات المحلية بالجزائر
- الموقع الرسمي لإذاعة خنشلة
- شبكة الإذاعات الجهوية

قالب:إذاعات جزائرية